# Гандзасар
Гандзаса́р (азерб. Gəncəsər monastırı или азерб. Ağvəng, арм. Գանձասար — досл. «гора сокровища»), также Гандзасарский монастырь  — армянский монастырь, выдающийся памятник армянской культуры. Расположен на левом берегу реки Хачынчай, близ деревни Вангли в Агдеринском районе Азербайджана. До сентября 2023 года контролировался непризнанной Нагорно-Карабахской Республикой.

## История
По армянскому народному преданию, монастырь получил своё название по имени горы, которую местные жители называли Гандзасар, из-за серебряных рудников в ней (по-армянски гандз — сокровище, сар — гора).
Гандзасар впервые упоминается армянским католикосом Ананием Мокаци в середине X века. Новый, известный в настоящее время храм, построен князем Гасан-Джалал Дола, «мужем благочестивым, богобоязненным и скромным, армянином по происхождению», на месте старого храма, упоминаемого в X веке, и торжественно освящён 22 июля 1240 года.
Сведения о строительстве и освещении храма имеются у армянского историка XIII века Киракоса Гандзакеци:

При монастыре, называвшемся Гандзасаром, напротив Хоханаберда, там, где находился их [родовой] склеп, [князь Гасан] построил церковь с прекрасными украшениями — небоподобный храм славы божьей, где всё время приносили в жертву агнца божьего, искореняющего грехи мира сего. Много лет работали над нею. Когда [работы] пришли к концу, было устроено пышное торжество для освящения церкви. Присутствовал там и католикос агванский[Комм.1] владыка Нерсес вместе со многими епископами, а также великий вардапет Ванакан и множество учителей вместе с ним.— 
Строительство храма велось с 1216 по 1238 год, о чём сообщается на могильной плите Гасана Джалала. Об этом свидетельствует также надпись, сохранившаяся внутри монастыря над купелью.

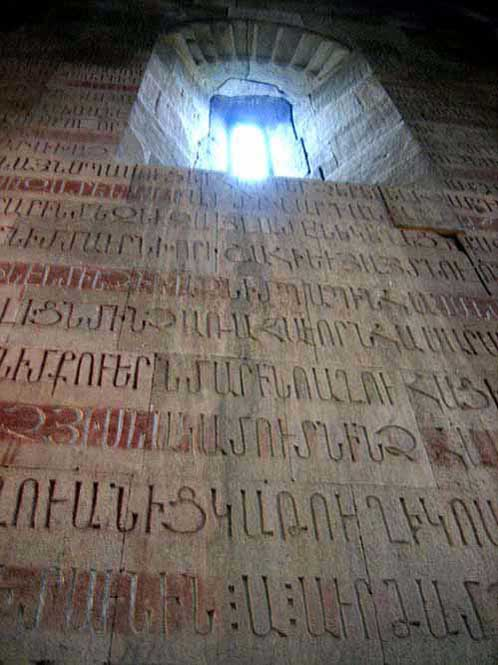
Надпись Гасан-Джалала на древнеармянском языке

Именем Святой Троицы — Отца, и Сына, и Святого Духа — я, слуга божий Джалал Дола, сын Вахтанга, внук Великого Асана, царь Хоханаберда с обширными провинциями, повелел сделать эту надпись. Отец мой перед своей смертью завещал мне и матери моей Хоришах, дочери великого князя Саргиса, построить церковь и кладбище отцов наших в Гандзасаре, [строительство] которого началось в 765 году армянского летоисчисления (1216 г.) с помощью Дарителя Благ, и, когда возвели восточную стену до окон, мать моя, отказавшись от светской жизни, в третий раз отправилась в Иерусалим, где, надев власяницу и проведя многие годы в отшельничестве у врат Храма [Гроба] Господня, ушла в мир иной в День Воскресения Христа, и там же была похоронена. Мы же, помня о напастях, подстерегающих нас в жизни, поспешили завершить строительство и закончили её милостью и благословением Всемилосердного Господа (в 1238 году).— 
Притвор (Гавит) построен в 1261 году.
Согласно преданию, в усыпальнице храма захоронена отрубленная Иродом голова Иоанна Крестителя, принесённая сюда из Киликийской Армении во время одного из крестовых походов, из-за чего храм получил название Сурб Ованес Мкртыч (св. Иоанна Крестителя). Ясмин Дум-Трагут причисляет Гандзасар к тем средневековым армянским монастырям в которых хранились значимые христианские реликвии.

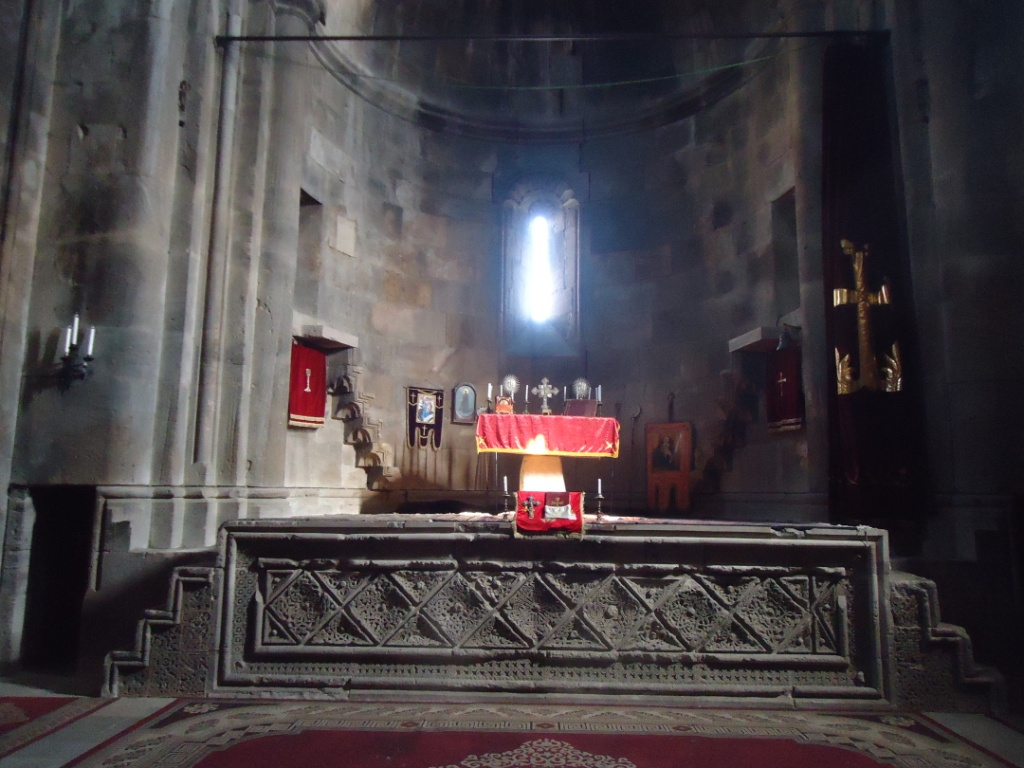
Внутри церкви

Гандзасар служил резиденцией и семейной гробницей княжеского рода Гасан-Джалалянов, правителей Хаченского княжества. В XIV веке стал резиденцией Агванского Католикосата Армянской Церкви. Упоминания о монастыре содержатся также в персидских средневековых документах. В одном из них, относящегося к 1487 году сказано: «… с давних времён и согласно хартии царя Сиса, предводительство и главенство над всеми местностями Агванка принадлежит католикосу Матевосу. Надлежит, чтобы его признавали, как раньше, предводителем и главой армян этого вилайета … чтобы армяне Гандзасара в Агванке признали его своим предводителем и главой …». Армянские феодалы в стремлении сохранить свою политическую власть иногда принимали духовное звание. Так было и в XV веке в Гандзасаре.
Гандзасарский католикосат сохранил свой статус до 1815 года, когда по распоряжению российских властей Агванский Католикосат был преобразован в митрополию, а затем (с 1857 года) разделён на две епархии: Карабахскую и Шемахинскую.
Из Гандзасара в 1701 году Петру Первому были отправлены знаменитые обращения восточных армян с просьбой о принятии российского подданства и военной помощи в освобождении от персидско-турецкого ига (XVIII век). Значительную в этом деле роль сыграл, в частности, католикос Есаи Гасан-Джалалян. В одном из своих писем Есаи Гасан-Джалалян писал: Мы по Христе Иисусе смиренный раб Исайя, от четырёх един соборный патриарх страны Арменския, нарицаемыя Агван, имеюший власть над християны народа армянского…
|                        |  |                                                               |  |                            |  |                          |
| Вход в Гавит           |  | Общий вид                                                     |  | Гавит, 1261 год.           |  | Общий вид                |
|                        |  |                                                               |  |                            |  |                          |
| Дерево белой шелковицы |  | Надпись на армянском языке. Церковь Святого Иоанна Крестителя |  | Территория около монастыря |  | Скульптура Гасан-Джалала |

### Хачен в XIII веке
В XII—XIII веках в Арцахе возвысилось армянское феодальное княжество Хачен. Княжество занимало бассейн рек Хаченагет, Каркар и Трту.  В населенной армянами Хачене развиваются архитектура, миниатюрная живопись и хачкарное искусство. Согласно К. Уолкеру, большая часть из тысячи шестисот армянских памятников Нагорного Карабаха относятся к XII—XIII векам. В 1214 году сюзеренным князем Хачена становится Гасан-Джалал Дола  — потомок армянских князей из династии Сюни.
Персидский хронист той же эпохи отмечает:

Скульптура Гасан-Джалал Дола на церкви Гандзасар

...это область (вилайат), трудно доступная, среди гор и лесов; принадлежит к округам (агмал) Аррана; там есть армяне (в персидском оригинале — население «есть армянское»); люди Абхаза (Грузии) называют их падишаха тагавер
Гасан Джалал был сюзеренным князем Хачена находился в вассальной зависимости от Грузинского царства и армянского княжества Закарянов. В армянских синхронных источниках, а также в эпиграфических надписях, Гасан Джалал наделен высокими титулами — «великий князь Хачена и местностей Арцаха», «самодержный князь князей, владыка Хачена» и т. д.. В титулатуре князей Хачена иногда встречается термин «Албания-Агванк», однако пережиточно, в составе потерявших реальное значение титулов.
Самый пышный титул имеется в надписи 1240 года в Гандзасарском монастыре: «Я, смиренный раб Божий Гасан Джалал сын Вахтанга, внук великого Гасана, законный самодержавный царь высокой и великой страны Арцахской, имеющей обширные пределы». Отец Гасан Джалала Вахтанг Танкик был женат на Хоришах — сестре Иване и Закаре Закарянов. Жена Гасан Джалала Мамкан была из рода сюникского царя Сенекерима. Родственные связи Гасан Джалала с влиятельными домами той эпохи, несомненно характеризуют высокое положение Хачено-Арцахского владетеля.

## Архитектура
Профессор Шарль Диль из Парижского университета, известный французский историк искусства, включил Гандзасар в список пяти шедевров армянского монументального искусства, которые вошли в сокровищницу мирового зодчества.
Центральный собор святого Иоанна Крестителя своими архитектурными особенностями воспроизводит характерную для Армении ещё с X века форму церкви: купольный зал с двухэтажными приделами в углах. В монастырях Гандзасар и Гтчаванк шатер на куполе имеет зонтичную форму, которая первоначально применялась архитекторами города Ани в X веке, и впоследствии широко использовалась во многих других областях Армении.
Храм украшен барельефами, изображающими Распятие, Адама и Еву и множество других каменных фигур, включая скульптуры князей Хачена, держащих над головой модели собора. Примечательным в архитектуре собора является купол, увенчанный зонтичной кровлей. Шестнадцатигранный барабан купола покрыт разнообразной по орнаментальным мотивам и виртуозной по исполнению резьбой, о которой известный археолог, историк искусства и архитектуры  А. Л. Якобсон писал, что она:
служит как бы ювелирной оправой архитектурной формы, обогащая её, но нисколько не заслоняя и не нарушая архитектурные линии. В этом вообще заключается одна из замечательных особенностей армянского зодчества того времени, полностью проявившаяся и здесь.
Якобсон назвал Гандзасар энциклопедией армянского зодчества XIII столетия. По словам Г. Анохина «По красоте своего архитектурного ансамбля и чудесам каменной резьбы этот храм можно отнести к пяти величайшим сооружениям древней и средневековой армянской архитектуры наряду с Гарни, Звартноцем, Эчмиадзином и Татевом». Американский историк искусства Хелен Эванс отмечает, что ктиторская скульптура Гасан-Джалала со скрещенными ногами на барабане церкви не был первым в своём роде в исконной Армении. Уже в X веке похожая скульптура в восточной манере имеется на фасаде Ахтамара. Согласно Питеру Коу, армянские монастыри, например, Гандзасар, могли иметь фигурную композицию вокруг барабана купола, что являлось средством решения определенных архитектурных задач. Российский археолог и искусствовед Л. Хрушкова причисляет Гандзасар к тем армянским памятникам, которые имеют каменную фестончатую арку на фасаде. Согласно Л. Дурновой, Гандзасар относится к тем памятникам армянской архитектуры, которые отличаются особым богатством камнерезного убора.

### Мемориальные памятники
Мария Кристина Кариле из Болонского университета отмечает, что с 1216 года монастырь был местом захоронения армянских князей Хачена. В монастыре был похоронен Гасан Джалал Вахтангян, а также князья Хаченского княжества и епископы их рода. Могила Гасана Джалала расположена в гавите, перед входом в главный зал собора Св. Иоанна Крестителя.

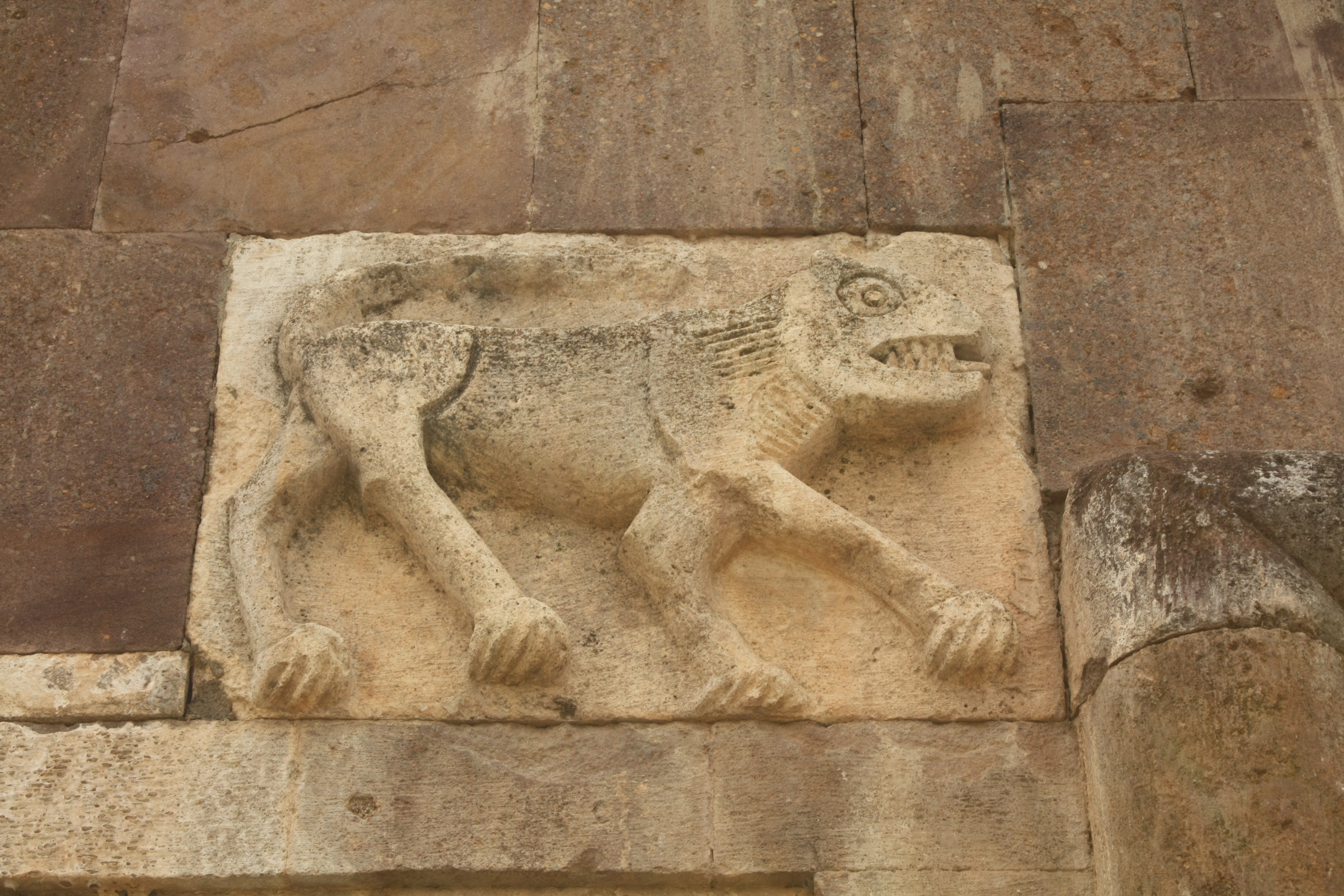
Декорации на стенах Гандзасара

Плита надгробья сделана из белого мрамора и украшена тремя резными сферическими фигурами, среди них: Звезда Давида, в центре которой находится изображение Колеса Вечности — древнего индоарийского знака, который широко применяли армяне в средневековье, например в Ани.
Колесо обрамлено шестью фрагментами растительного орнамента, два из которых представляют так называемую «французскую лилию» (флер-де-лиз). Данный редкий символ — объединяющий Звезду Давида и Колесо Вечности, также встречается на строениях Монастыря Цахац-Кар в Вайоц-Дзоре, то есть на тех территориях, где правили родственные Асан Джалалу династии Орбелян и Прошян.
Вторая сфера — звезда с шестнадцатью лучами — что-то среднее между восточноазиатской версией Колеса Вечности (индийский символ Ашока Чакра) и македонским символом Виргинской Звезды. До сих пор не известно, что эта сфера означает.
Третья резная фигура олицетворяет в Армении «Солнце» (арм. արև) — выпуклая сфера с орнаментами, которую очень часто изображают в нижней части хачкаров. Солнце является древним символом армянской дохристианской веры, который сохранился в Армянской церкви чудом.
На надгробной плите написано: «ԱՅՍ է ՀԱՆԳԻՍՏ ՄԵԾԻՆ ՋԱԼԱԼԻՆ: ԱՂԱԻԹՍ ՅԻՇԵՑԵՔ։ ԹՎ ՊՁ». В переводе с армянского это означает: «Здесь покоится Великий Джалал; вспоминайте его в своих молитвах; 1431 год».
Баярсайхан Дашдондог отмечает источниковедческую значимость лапидарных надписей Гандзасара для исследования монгольского владычества в исторической Армении
Рядом с надгробием Гасана Джалала расположены могилы верховных предводителей Святого Престола Гандзасара. На левой стороне находится могила Католикоса Еремии Асан-Джалаляна (годы правления — 1676—1700) и Католикоса Есаи Асан-Джалаляна (годы правления — 1702—1728). Последний известен как историк и лидер армянского национально-освободительного движения в 1720-е годы. На правой стороне находятся два других надгробия: Католикоса Ованнес VIII Гандзасареци (годы правления — 1763—1768) и Саргиса Гандзасареци (годы правления — 1810—1828)—последнего иерарха Святого Престола Гандзасара с титулом Католикоса.
Около них располагается могила Митрополита Багдасара Асан-Джалаляна (годы жизни — 1775—1854) — одного из главных создателей Арцахской Епархии Армянской Апостольской Церкви в XIX-ом веке. Все надписи на данных надгробиях начинаются и заканчиваются одинаковыми словами: «Под этим надгробием покоится … принадлежащий к роду Гасана-Джалала Долы». В гавите также находятся более ранние могилы Католикоса Давита, Католикоса Григора и Католикоса Ованнеса.
Во внутреннем дворе Собора находятся различные мемориальные памятники, в том числе и многочисленные хачкары. Возле северной стены расположена могила Хатун, которая, видимо, была дочерью Асан Джалала и погибла ещё в младенчестве. На нижней части этого хачкара выгравирована надпись: «Я, Асан, сын Вахтанга, установил этот Крест в память о моей дочери Хатун, от своего имени и от имени её матери-княгини — дочери Царя Бахка». Мать Хатун и жена Асан Джалала, Мамкан, была дочерью последнего правителя Сюникского царства, юго-западнее Хачена.

## Современность

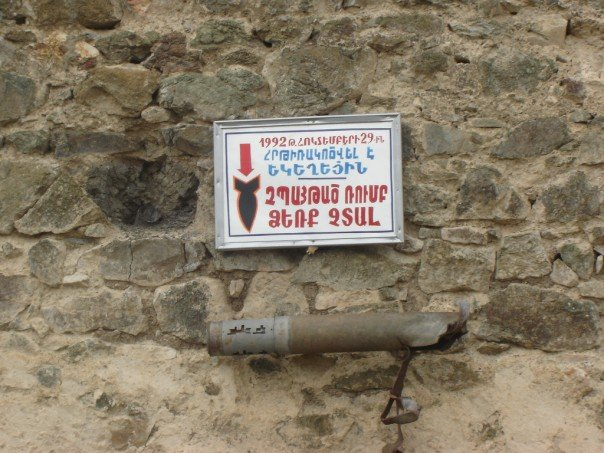
Внешняя стена Гандзасара. 2005 год. Надпись на армянском на табличке — «Церковь была обстреляна 29 октября 1992 года. Невзорвавшийся снаряд. Руками не трогать»

В результате преднамереной бомбардировки азербайджанской дальнобойной артиллерии и военной авиации монастырь в ходе Карабахской войны в 1991—1994 сильно пострадал. 20 января 1993 года монастырь был подвергнут ракетным ударам с воздуха, в результате чего серьёзно повреждён главный храм комплекса и разрушено монашеское здание. В настоящее время монастырь в целом восстановлен, ведётся строительство учебного комплекса семинарии.
В 2001 году распоряжением Кабинета министров Азербайджанской Республики № 132 был монастырь был включён в список охраняемых государством объектов в качестве «архитектурного памятника мирового значения».
16 октября 2008 года в Нагорном Карабахе прошла «большая свадьба»: из 687 пар, 550 обвенчались в соборе Казанчецоц, a остальные 137 — в монастыре Гандзасар.
11 июля 2010 года исполнилось 770 лет со дня создания монастыря. Руководство и духовенство непризнанной НКР подготовило к этом случаю большой праздник. Паргев Мартиросян — руководитель Арцахской Епархии ААЦ отслужил литургию в соборе Св. Иоанна Крестителя, в Степанакерте была проведена выставка работ, посвященная Гандзасару, в монастыре и столице НКР Степанакерте выступали культурные коллективы, было приглашено много высоких гостей как из Армении и зарубежных стран.
В ноябре 2020 года, в результате войны в Нагорном Карабахе, территория монастыря была включена в зону ответственности российского миротворческого контингента. После ликвидации НКР осенью 2023 года контингент был выведен; контроль над территорией, на которой расположен монастырь, вновь осуществляется Азербайджаном.

## В филателии

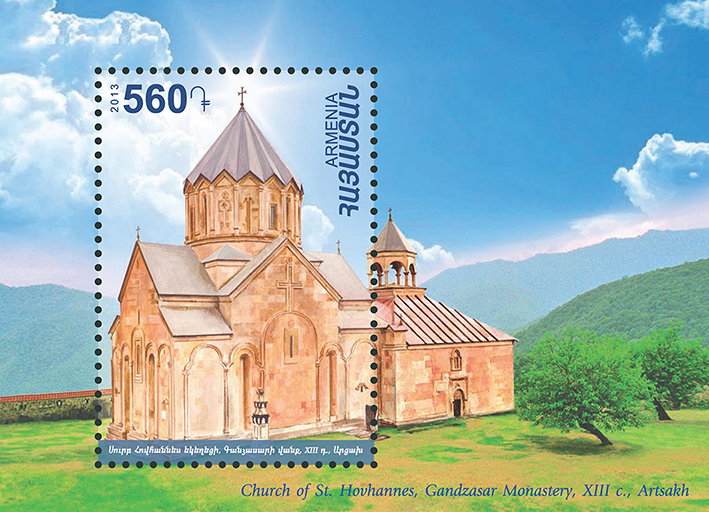
Марка Армении с изображением монастыря Гандзасар в Арцахе, 2013
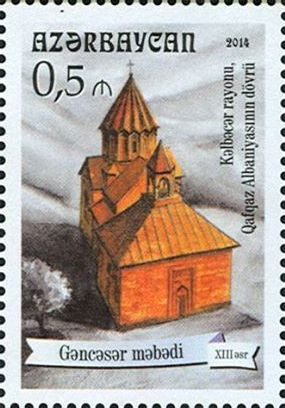
Марка Азербайджана с изображением монастыря, 2014

## Комментарии
[Комм.1]↑ Речь идет об «Агванском католикосате» Армянской церкви (Вл. Минорский, Р. Томсон). Регион был населен армянами (И. Петрушевский, «История Востока», Р. Томсон), и, как отмечают А. Якобсон, В. Шнирельман и другие, термины «Агвания» или «агванский» не имели какого-либо этнического смысла, являясь лишь результатом консервативности церковной традиции.